# José Ramón de la Fuente
José Ramón de la Fuente Morató (Castell-Platja d'Aro, 22 dicembre 1970) è un allenatore di calcio ed ex calciatore spagnolo, di ruolo portiere, preparatore dei portieri del Barcellona.